# Teresa Wright
Muriel Teresa Wright (ur. 27 października 1918 na Manhattanie, zm. 6 marca 2005 w New Haven) – amerykańska aktorka sceniczna, filmowa i telewizyjna, nagrodzona Oscarem za drugoplanową rolę w filmie Pani Miniver.

## Życiorys

### Lata wczesne
Urodziła się jako Muriel Teresa Wright w nowojorskim Harlemie, jako córka Marthy (z domu Espy) i Arthura Wrighta, który był agentem ubezpieczeniowym. Dorastała w Maplewood, w stanie New Jersey. Podczas uczęszczania do Columbia High School, Teresa poważnie zainteresowała się aktorstwem, grając w przedstawieniach teatru w Provincetown. Po ukończeniu szkoły w 1938 roku, wróciła do Nowego Jorku i została zatrudniona jako dublerka roli Emily (granej przez Dorothy McGuire i później przez Marthę Scott) w sztuce Thorntona Wildera Our Town. Aktorka przejęła rolę po Scott, gdy ta wyjechała do Hollywood, by wystąpić w filmowej adaptacji sztuki.

### Kariera
Jesienią 1939 roku wystąpiła w sztuce teatralnej Life with Father, grając rolę Mary Skinner przez dwa lata. Tam została odkryta przez łowców talentów wynajętych przez Samuela Goldwyna, który poszukiwał młodej aktorki do roli córki Bette Davis w adaptacji powieści Lillian Hellman Małe liski z 1941 roku. Wright natychmiast podpisała pięcioletni kontrakt aktorski w Hollywood.
Wright została nominowana do Oscara dla najlepszej aktorki drugoplanowej za debiut filmowy w Małych liskach (1941). W następnym roku była nominowana ponownie, tym razem dla najlepszej aktorki pierwszoplanowej za obraz Duma Jankesów, w którym zagrał u boku Gary’ego Coopera jako jego żona; w tym samym roku zdobyła Oscara dla najlepszej aktorki drugoplanowej za rolę córki Greer Garson w filmie Pani Miniver. Żaden inny aktor nigdy nie pobił jej wyczynu, otrzymując nominację do Oscara za trzy pierwsze filmy w swojej karierze.
W 1943 roku Wright została wypożyczona do filmu studia Universal Cień wątpliwości, w reżyserii Alfreda Hitchcocka. Zagrała w filmie rolę niewinnej, młodej kobiety, która odkrywa, że jej ukochany wuj (grany przez Josepha Cottena) jest seryjnym mordercą. Inne ważne filmy aktorki to: Najlepsze lata naszego życia (1946), wielokrotnie nagradzany film o trudnym powrocie do domu po II wojnie światowej, oraz Pokłosie wojny (1950), gdzie wystąpiła u boku Marlona Brando.
Po 1959 roku, pracowała głównie w telewizji i na scenie. Została nominowana do nagrody Emmy w 1957 roku. Za rolę w sztuce Morning's at Seven otrzymała Drama Desk Awards w 1980 roku.
Do jej późniejszych występów w filmach zaliczyć można film Gdzieś w czasie (1980) i rolę Panny Birdie w adaptacji powieści Johna Grishama Zaklinacz deszczu (1997) w reżyserii Francisa Forda Coppoli.
Aktorka ma dwie gwiazdy w Hollywood Walk of Fame, jedną filmową znajdującą się przy 1658 Vine Street, a drugą telewizyjną przy 6405 Hollywood Boulevard.

### Życie prywatne
Wright była zamężna z pisarzem Nivenem Buschem w latach 1942/1952, mieli dwoje dzieci. Poślubiła dramaturga Roberta Andersona w 1959, później rozwiedli się, ale utrzymywali bliskie stosunki do końca życia.
Zmarła na atak serca w Yale-New Haven Hospital w Connecticut w wieku 86 lat.

## Filmografia
Filmy fabularne
- 1941: Małe liski (The Little Foxes) jako Alexandra Giddens
- 1942: Pani Miniver (Mrs. Miniver) jako Carol Beldon
- 1942: Duma Jankesów (The Pride of the Yankees) jako Eleanor Twitchell
- 1943: Cień wątpliwości (Shadow of a Doubt) jako Charlotte 'Charlie' Newton
- 1944: Casanova Brown jako Isabel Drury
- 1946: Najlepsze lata naszego życia (The Best Years of Our Lives) jako Peggy Stephenson
- 1947: Ścigani (Pursued) jako Thor
- 1947: The Imperfect Lady jako Millicent Hopkins
- 1947: The Trouble with Women jako Kate Farrell
- 1948: Enchantment jako Lark Ingoldsby
- 1950: The Capture jako Ellen Tevlin Vanner
- 1950: Pokłosie wojny (The Men) jako Ellen
- 1952: Something to Live For jako Edna Miller
- 1952: California Conquest jako Julie Lawrence
- 1952: The Steel Trap jako Laurie Osborne
- 1953: Count the Hours jako Ellen Braden
- 1953: Aktorka (The Actress) jako Annie Jones
- 1954: Kocie ślady (Track of the Cat) jako Grace Bridges
- 1956: The Search for Bridey Murphy jako Ruth Simmons
- 1957: Escapade in Japan jako Mary Saunders
- 1958: The Restless Years jako Elizabeth Grant
- 1969: Cześć, bohaterze! (Hail, Hero!) jako Santha Dixon
- 1969: Szczęśliwe zakończenie (The Happy Ending) jako pani Spencer
- 1972: Crawlspace jako Alice Graves
- 1974: The Elevator jako Edith Reynolds
- 1976: Flood! jako Alice Cutler
- 1977: Roseland jako May (The Waltz)
- 1980: The Golden Honeymoon jako Lucy Tate
- 1980: Gdzieś w czasie (Somewhere in Time) jako Laura Roberts
- 1982: Morning's at Seven jako Cora Swanson
- 1983: Bill: On His Own jako Mae Driscoll
- 1987: The Fig Tree jako babcia Mirandy
- 1988: Dobra matka (The Good Mother) jako babcia
- 1990: Perry Mason: Desperackie oszustwo  (Perry Mason: The Case of the Desperate Deception) jako Helene Berman
- 1991: Zabójcza niewiedza (Lethal Innocence) jako Myra
- 1993: The Red Coat
- 1997: Zaklinacz deszczu (The Rainmaker) jako Colleen 'Miss Birdie' Birdsong

Seriale telewizyjne
- 1951-1955: Lux Video Theatre jako Emily Lawrence / Laura Pennington
- 1952: Your Show of Shows
- 1952: Robert Montgomery Presents
- 1952: Hollywood Opening Night
- 1952-1957: Schlitz Playhouse of Stars jako Laura Savage / Terry Hagen / Siostra Louise
- 1953-1957: The Ford Television TheatreAlison Stevens / różne role
- 1954-1956: Climax! jako Eilene Wade / Louella Parsons
- 1954-1962: The United States Steel Hour jako Allie Gulliver / różne role
- 1955: General Electric Theater jako Mary Todd Lincoln
- 1955: The Elgin Hour jako Marianne Merrick
- 1955: Letter to Loretta
- 1955: Hallmark Hall of Fame jako Judith Anderson
- 1955: The Alcoa Hour jako Sylvia Hallock
- 1955-1956: Four Star Playhouse jako Carol Stuart / Siostra Margaret Madeleine
- 1955-1956: The Star and the Story jako Terry Spencer
- 1955-1956: The 20th Century-Fox Hour jako Doris Walker / Janice Walner
- 1956: Screen Directors Playhouse jako Mary
- 1956: Celebrity Playhouse jako Helen Fiske
- 1957: Undercurrent jako Helen Fiske
- 1957: The Web jako Helen Fiske
- 1957: Playhouse 90 jako Annie Sullivan / Carol Morton
- 1959: Adventures in Paradise jako Emilie Forbes
- 1960: Sunday Showcase jako Julia Grant / Margaret Bourke White (2 episodes, 1960)
- 1962: The DuPont Show of the Week jako Mary
- 1964: Bonanza jako Katherine Saunders
- 1964: The Alfred Hitchcock Hour jako Marion Brown / Stella
- 1964-1965: The Defenders jako Anne Clark / Melissa Holmes
- 1969: Lancer jako Ellen Haney
- 1973: Owen Marshall: Counselor at Law jako Ruthanne Cameron
- 1974: Hawkins jako Jenny Burke
- 1978: Grandpa Goes to Washington
- 1979: NBC Special Treat
- 1982: Statek miłości (The Love Boat)
- 1986: Morningstar/Eveningstar jako Alice Blair
- 1986: The Guiding Light jako Grace Cummings
- 1988: Napisała: Morderstwo (Murder, She Wrote) jako Helen Appletree
- 1989: Dolphin Cove jako Nina Rothman
- 1996: Gdzie diabeł mówi dobranoc (Picket Fences) jako Emily Ridgefield

## Nagrody
- Nagroda Akademii Filmowej Najlepsza aktorka drugoplanowa: 1943 Pani Miniver